# Hans Heun
Hans Heun (* 16. April 1927 in Hof; † 3. Dezember 2020 ebenda) war ein deutscher Kommunalpolitiker (CSU). Von 1970 bis 1988 war Heun Oberbürgermeister der kreisfreien Stadt Hof.

## Werdegang
Heun studierte Wirtschafts- und Sozialwissenschaften in Nürnberg und schloss 1952 als Diplom-Kaufmann und 1956 als Diplom-Handelslehrer ab. 1955 promovierte er mit der Arbeit Fehlleistungen bei der Geschirrporzellanherstellung und war von 1952 bis 1955 Vorstandsassistent der Porzellanfabrik Schönwald. Anschließend unterrichtete er an der Städtischen Berufsschule in Hof. 1968 wurde er Direktor der Städtischen Handelsschule.
Seine politische Laufbahn begann 1960 mit der Wahl in den Hofer Stadtrat. 1970 wurde er zum Oberbürgermeister gewählt. Mit ihm konnte das Amt erstmals von der CSU besetzt werden. Heun blieb bis 1988 im Amt. Zugleich war er von 1978 bis 1994 Mitglied des Bezirkstags Oberfranken und stellvertretender Bezirkstagspräsident. Der Nachruf in der Frankenpost würdigt ihn als „Vater des Untreusees“ und reiht weitere Errungenschaften seiner Amtsperiode, wie den Ausbau der Ernst-Reuter-Straße oder die Ausweisung der Fußgängerzone auf. Von 1972 bis 1978 wurden zahlreiche selbständige Gemeinden als Ortsteile in das Stadtgebiet eingemeindet. Von 1996 bis 2013 war Heun Vorsitzender der Hermann-und-Bertl-Müller-Stiftung.

## Ehrungen
- 1983: Verdienstkreuz am Bande der Bundesrepublik Deutschland
- 1987: Verdienstkreuz 1. Klasse der Bundesrepublik Deutschland
- 20. März 1992: Ehrenbürger von Hof
- Bayerischer Verdienstorden
- Ehrenmedaille des Bezirks Oberfranken
- Ehrenbürger der Hofer Partnerstadt Villeneuve-la-Garenne
- Goldener Schlappen